# Isidor Pinoff
Isidor Pinoff, auch Friedrich Pinoff (* 3. Februar 1814 in Noldau; † Juli 1879 in Berlin) war ein deutscher Mediziner, Publizist und Parlamentarier in der Preußischen Nationalversammlung.

## Leben
Isidor Pinoff war der Sohn des in Noldau im Landkreis Namslau tätigen jüdischen Kaufmannes Isaak Pinoff. Isidor Pinoff studierte an der Königlichen Universität zu Breslau Medizin und wurde mit seiner Dissertation Artis obstetriciae Sorani Ephesii doctrina ad ejus librum "peri gynaikeion Dathon" nuper repertum exposita vom 26. November 1840 in Breslau promoviert. Seine Dissertation wurde 1841 bei Friedländer in Breslau gedruckt. Er war ab 1844 als praktischer Arzt in Schweidnitz tätig, betätigte sich politisch als Angehöriger des sozialistischen Flügels der demokratischen Bewegung Schlesiens und war für den schlesischen Wahlkreis Schweidnitz als Parlamentarier in der Preußischen Nationalversammlung.
Später wirkte er als Arzt in Breslau. Er gründete die Wasserheil- und Krankenanstalt für Erwachsene und Kinder und war Arzt des Wasserheilvereins in Breslau.
Mitte der 1870er Jahre baute er noch in Landeck die Private Cur- und Wasserheilanstalt Thalheim, musste jedoch aus gesundheitlichen Gründen aufgeben. Unter dem Namen Friedrich Pinoff veröffentlichte er 1845 sein Werk Der Judenkampf und 1879 sein Handbuch der Hydrotherapie. Zu seinen bekanntesten Patienten zählte der Schriftsteller Rudolf von Gottschall.
Er korrespondierte mit Bettina von Arnim.
Am 1. Mai 1855 wurde er unter der Präsidentschaft von Christian Gottfried Daniel Nees von Esenbeck unter der Matrikel-Nr. 1735 mit dem akademischen Beinamen Soranus III. als Mitglied in die Kaiserliche Leopoldino-Carolinische Akademie der Naturforscher aufgenommen.
Er war nach der 1848 erfolgten und in der Königlichen privilegierten Berlinischen Zeitung öffentlich bekanntgemachten Verlobung seit 1849 verheiratet mit Minna Pinoff, geborene Mendel, der ältesten Tochter von Gabriel Mendel und seiner Frau aus Liegnitz, die später im Zeitraum von 1867 bis 1869 als Frauenrechtlerin mit ihren Veröffentlichungen zur sozialen Lage der Frauen und mit ihren der Zeit weit vorauseilenden Forderungen nach Berufstätigkeitsmöglichkeiten für alle Frauen Bekanntheit erlangte.

## Schriften
Werke Isidor Pinoff
- Artis obstetriciae Sorani Ephesii doctrina ad eius librum "peri gynaikeion pathon" nuper repertum exposita. Vratislaviae 1840. (Breslau, Univ., Med. Diss., 1840)
  - Artis obstetriciae Sorani Ephesii doctrina ad ejus librum "peri gynaikeion Dathon" nuper repertum exposita. Commentatio historico obstetricia. Friedländer, Vratislaviae 1841. (Digitalisat)
- Der erste Vereinigte Landtag in Preußen. In: Volksspiegel. Breslau 1847, S. 276–312.
- Zu den Akten der Noth und des Elends der armen Weber im Gebirge. 1844. (Aus: Breslauer Zeitung. - Nr. 47. 24. Februar 1844)
- Der Sozialismus in seiner wissenschaftlichen Berechtigung. In Commission bei Eduard Trewendt, Breslau 1848. (Digitalisat)

Werke Friedrich Pinoff
- Der Judenkampf. Wigand, Leipzig 1845 (Digitalisat)
- Handbuch der Hydrotherapie. Wigand, Leipzig 1879 (Digitalisat)

Werke seiner Ehefrau Minna Pinoff
- Die Erziehung der Frau zur Arbeit. Ein Beitrag zur Lösung der socialen Frage der Frauen. Maruschke & Berendt, Breslau 1867 (Digitalisat)
- Reform der weiblichen Erziehung als Grundbedingung zur Lösung der sozialen Frage der Frauen. Maruschke & Berendt, Breslau 1867 (Digitalisat)
- Die sozialen Reformbestrebungen unserer Frauen. Entwurf zu einem Programm für Frauen-Vereine. Maruschke & Berendt, Breslau 1868
- Die Lösing der Existenzfrage der Frau als Grundbedingung für die sittliche und geistige Gleichberechtigung der Frau. Heymann, Berlin 1869 (Digitalisat)